# Рауль Бобаділья
Рауль Бобаділья (ісп. Raúl Bobadilla, нар. 18 червня 1987, Буенос-Айрес) — аргентинський футболіст, нападник клубу «Базель».

## Ігрова кар'єра
Народився 18 червня 1987 року в місті Буенос-Айрес. Вихованець футбольної школи клубу «Рівер Плейт».
У дорослому футболі дебютував 2006 року виступами за команду клубу «Конкордія» (Базель), в якій провів один сезон, взявши участь у 28 матчах чемпіонату. 
Своєю грою за цю команду привернув увагу представників тренерського штабу клубу «Ґрассгоппер», до складу якого приєднався 2007 року. Відіграв за команду з Цюриха наступні два сезони своєї ігрової кар'єри. Більшість часу, проведеного у складі «Ґрассгоппера», був основним гравцем атакувальної ланки команди. У складі «Ґрассгоппера» був одним з головних бомбардирів, маючи середню результативність на рівні 0,55 голу за гру першості.
2009 року уклав контракт з клубом «Боруссія» (Менхенгладбах), у складі якого провів наступні 2,5 роки своєї кар'єри гравця. Граючи у складі «Боруссії» також здебільшого виходив на поле в основному складі команди, проте високою результативністю вже не відзначався. Частину 2011 року провів в оренді в грецькому «Арісі».
На початку 2012 року повернувся до Швейцарії, один сезон захищав кольори команди клубу «Янг Бойз». Тренерським штабом нового клубу також розглядався як гравець «основи». Знову став регулярно забивати, відзначаючись забитим голом в середньому у кожній другій грі чемпіонату.
3 січня 2013 року перейшов до «Базеля», уклавши з чинним чемпіоном Швейцарії контракт, розрахований до 2017 року.

## Статистика виступів

### Статистика клубних виступів
| Сезон                   | Команда                 | Чемпіонат               | Чемпіонат | Чемпіонат | Національний кубок | Національний кубок | Національний кубок | Континентальні кубки | Континентальні кубки | Континентальні кубки | Усього | Усього |
| Сезон                   | Команда                 | Ліга                    | Ігор      | Голів     | Ліга               | Ігор               | Голів              | Ліга                 | Ігор                 | Голів                | Ігор   | Голів  |
| ----------------------- | ----------------------- | ----------------------- | --------- | --------- | ------------------ | ------------------ | ------------------ | -------------------- | -------------------- | -------------------- | ------ | ------ |
| 2006–07                 | «Конкордія» (Базель)    | ЧЛ                      | 28        | 18        | КШ                 | -                  | -                  | -                    | -                    | -                    | 28     | 18     |
| 2007–08                 | «Ґрассгоппер»           | СЛ                      | 33        | 18        | КШ                 | 3                  | 5                  | -                    | -                    | -                    | 36     | 23     |
| 2008–09                 | «Ґрассгоппер»           | СЛ                      | 14        | 8         | КШ                 | 2                  | 1                  | I+КУЄФА              | 3+2                  | 1+0                  | 21     | 10     |
| Усього за «Ґрассгоппер» | Усього за «Ґрассгоппер» | Усього за «Ґрассгоппер» | 47        | 26        |                    | 5                  | 6                  |                      | 5                    | 1                    | 57     | 33     |
| 2009–10                 | «Боруссія» (М)          | БЛ                      | 30        | 4         | КН                 | 1                  | 0                  | -                    | -                    | -                    | 31     | 4      |
| 2010-січ. 2011          | «Боруссія» (М)          | БЛ                      | 14        | 3         | КН                 | 1                  | 0                  | -                    | -                    | -                    | 15     | 3      |
| січ.-чер. 2011          | «Аріс»                  | СЛ                      | 7         | 2         | КГ                 | 0                  | 0                  | ЛЄ                   | 2                    | 0                    | 9      | 2      |
| 2011-січ. 2012          | «Боруссія» (М)          | БЛ                      | 15        | 1         | КН                 | 0                  | 0                  | -                    | -                    | -                    | 15     | 1      |
| Усього за «Боруссію»    | Усього за «Боруссію»    | Усього за «Боруссію»    | 59        | 8         |                    | 2                  | 0                  |                      | -                    | -                    | 61     | 8      |
| січ.-чер. 2012          | «Янг Бойз»              | СЛ                      | 13        | 7         | КШ                 | 0                  | 0                  | -                    | -                    | -                    | 13     | 7      |
| 2012-січ. 2013          | «Янг Бойз»              | СЛ                      | 11        | 5         | КШ                 | 1                  | 2                  | ЛЄ                   | 10                   | 7                    | 22     | 14     |
| Усього за «Янг Бойз»    | Усього за «Янг Бойз»    | Усього за «Янг Бойз»    | 24        | 12        |                    | 1                  | 2                  |                      | 10                   | 7                    | 35     | 21     |
| січ.-чер. 2013          | «Базель»                | СЛ                      | 0         | 0         | КШ                 | 0                  | 0                  | ЛЄ                   | -                    | -                    | 0      | 0      |
| Усього за кар'єру       | Усього за кар'єру       | Усього за кар'єру       | 165       | 66        |                    | 8                  | 8                  |                      | 17                   | 8                    | 190    | 82     |

## Титули і досягнення
- Чемпіон Швейцарії (1):

«Базель»:  2012–13